# 费尔南多·阿塞加
费尔南多·阿塞加（西班牙語：Fernando Arcega，1960年4月3日—），西班牙男子篮球运动员。他曾代表西班牙参加1984年和1988年夏季奥林匹克运动会篮球比赛，其中1984年奥运会获得一枚银牌。